# Cornelis Vermuydenstraat
De Cornelis Vermuydenstraat is een straat in Amsterdam-Centrum.
De straat, vernoemd naar de Zeeuwse waterbouwkundige Cornelis Vermuyden is aangelegd in de jaren tien van de 21e eeuw. De straat werd aangelegd in het verlengde van het begin van de Blankenstraat, die hier doodliep. Door de aanleg van de Cornelis Vermuydenstraat kreeg de Blankenstraat een rechtstreekse ingang vanaf en uitgang naar het kruispunt waarop aansluiten de Czaar Peterstraat, de kade van de Oostenburgergracht en de Cruquiuskade. Voor de aanleg was dat niet mogelijk, ze begon aan de dwarsstraat Eerste Coehoornstraat. 
De bebouwing van de straat dateert eveneens van de 21e eeuw met sociale woningbouw, luxe appartementen en winkels. De straat heeft een ongelijk begin (vanuit het noordoosten gezien). Dit komt door een rechtsliggend verlengd nieuwbouw huizenblok Czaar Peterstraat/Blankenstraat, terwijl aan de overkant een pleintje naast gemeentelijk monument Blankenstraat 2 (De Engel) het begin markeert. 
Ook Sint-Maartensdijk, als geboorteplaats van Vermuyden, heeft een Cornelis Vermuydenstraat.